# 다이렉TV
DirecTV(디렉TV, 나스닥: DTV)는 디지털 위성방송 서비스다. 1994년 미국 캘리포니아 엘세건도에 본사(本社)가 만들어졌으며 이제는 미국 본토, 카리브제도, 라틴아메리카(멕시코 제외)에 제공하고 있다.

## 연혁
- 1994년 DirecTV가 개국되었다.
- 1999년 8월 HBO의 HD방송을 최초로 시작했다.
- 1999년 11월 미국 법률 개정으로 위성방송 재송신이 가능해졌다.
- 2000년 위성방송 재송신이 시작되었다.(AT&T U-verse, Dish Network, 버라이즌 FiOS 등에서도 실시된다.)
- 2007년 12월 주식상장처가 뉴욕증권거래소에서 나스닥으로 바뀐다.

## 덧붙임
- 1997년 일본에도 제공했으나 스카이퍼펙에 밀려서 2000년 9월 30일 사업을 접었다.
- 케이블 텔레비전이나 다른 위성방송 사업자와 마찬가지로 패키지 단위로 채널을 신청해야 한다.
- NFL 전 경기를 볼 수 있는 티켓을 개국 당시부터 팔아오고 있다.

## 같이 보기
- 스카이라이프 (대한민국)
- 스카이퍼펙 (일본)